# Elfi von Dassanowsky
Elfi von Dassanowsky armoiries Jastrzębiec, née Elfriede Maria Elisabeth Charlotte von Dassanowsky, le 2 février 1924 à Vienne et morte le 2 octobre 2007 à Los Angeles, est une cantatrice, pianiste et productrice de cinéma autrichienne-américaine.

## Récompenses et honneurs
Elle a reçu le chevalier d'or de l'ordre du Mérite autrichien en 1991, la médaille Mozart de l'UNESCO en 1996, le Women's International Center (WIC) Living Legacy Award en 2000, et a été faite chevalier de l'Ordre des Arts et des Lettres en France en 2001.
L'astéroïde (4495) Dassanowsky est nommé en son honneur.